# Termopsis gracilipennis
Espèce
L'insecte Termopsis gracilipennis est une espèce fossile du genre Termopsis, de la famille des Termopsidae, dans l'ordre des Blattodea.

## Classification
L'espèce Termopsis gracilipennis est décrite en 1937 par le paléontologue français Nicolas Théobald (1903-1981),. 

### Fossiles
L'holotype R630, de l'ère Cénozoïque, et de l'époque Oligocène (33,9 à 23,03 Ma.) fait partie de la collection Mieg conservée au musée d'histoire naturelle de Bâle et est trouvé dans des marnes en plaquettes d'âge sannoisien moyen du gisement de Kleinkembs. Il a aussi quatre cotypes R783 et 788, 412 et 158.

### Famille et sous-famille
En 1937, cette espèce faisait partie de la famille des Termitidae et de la sous-famille des Calotermitinae.
Depuis 1993, cette espèce est reclassée dans la famille des Termopsidae.

### Citations
En 1949 l'entomologiste américain Thomas Elliott Snyder (d) confirme l'appartenance de cette espèce au genre Termopsis,.
En 1993, les deux paléontologues français André Nel et Jean-Claude Paicheler (d) déclarent cette espèce comme un nomen dubium, en même temps qu'ils reclassent le genre Termopsis dans la famille des Termopsidae classement déjà confirmé trois fois, mais cette opinion du nomen dubium n'est pas reprise ni confirmée en 2013,.
En 2013 les entomologistes américains Kumar Krishna (d) et al. ont confirmé leur opinion concernant l'espèce Termopsis gracilipennis appartient bien au genre Termopsis, ,.

### Étymologie
L'épithète spécifique gracilipennis signifie en latin « mince ».

## Description

### Caractères
La diagnose de Nicolas Théobald en 1937,
 

Cet insecte a la 

« tête arrondie; deux grands yeux de forme ovale; en arrière sur le vertex, deux taches claires, ocelles (?); front bien développé, à l'avant mandibules en forme de deux arcs noirs; antennes manquent.
Prothorax plus large que long, dépasse la tête, fortement échancré à l'avant; angles antérieurs en saillie, arrondis; bords latéraux arrondis en se contractant vers l'arrière en courbe continue vers le bord postérieur convexe; mésothorax plus étroit; métathorax rectangulaire comme le précédent. Abdomen sessile, subcylindrique, légèrement renflé vers le milieu, étiré en pointe vers l'arrière dans R630 (♂). 
Pattes manquent. Ailes longues, presque deux fois la longueur du corps; placées vers l'arrière en leur position de repos; téguments très fins, de même les nervures; aussi ces dernières sont-elles presque totalement effacées. On voit encore plusieurs nervures longitudinales, pas de nervures transversales visibles ».

### Dimensions
Cet insecte a un corps de 20 mm de longueur. 

### Affinités
« Cet échantillon appartient certainement aux Termitidae. La conformation de la tête, du prothorax et des ailes le prouve.
La taille et la forme du corps sont identiques à celles du Termes (Termopsis) insignis Heer du Vindobonien d'Oeningen. Les deux formes sont certainenemnt très voisines et appartiennt sans doute à la même lignée.
Comme l'aile n'a pas de champ anal développé, cette forme appartient aux Termitidae, s'opposant aux Mastotermitidae qui ont un champ anal développé ».

## Biologie
« Les Termitidae manquent totalement dans les pays à climat froid. Sur les 1 000 espèces décrites, 30 appartiennent aux régions paléarctiques, 300 à l'Indomalaisie, 50 à l'Australie, 360 à l'Afrique, 35 à la région néarctique et 220 à la région néotropicale. Leur présence prouve que le climat de notre région était soumis durant l'Oligocène à des influences de caractère subtropical ».

### Publication originale
- [1937] Nicolas Théobald, « Les insectes fossiles des terrains oligocènes de France 473 p., 17 fig., 7 cartes,13 tables, 29 planches hors texte », Bulletin Mensuel de la Société des Sciences de Nancy et Mémoires de la Société des sciences de Nancy, Imprimerie G. Thomas,‎ 1937, p. 1-473 (ISSN 1155-1119 et 2263-6439, OCLC 786027547). .